# Koondrook
Koondrook is een plaats in de Australische deelstaat Victoria en telt 802 inwoners (2006).